# Thom Mayne

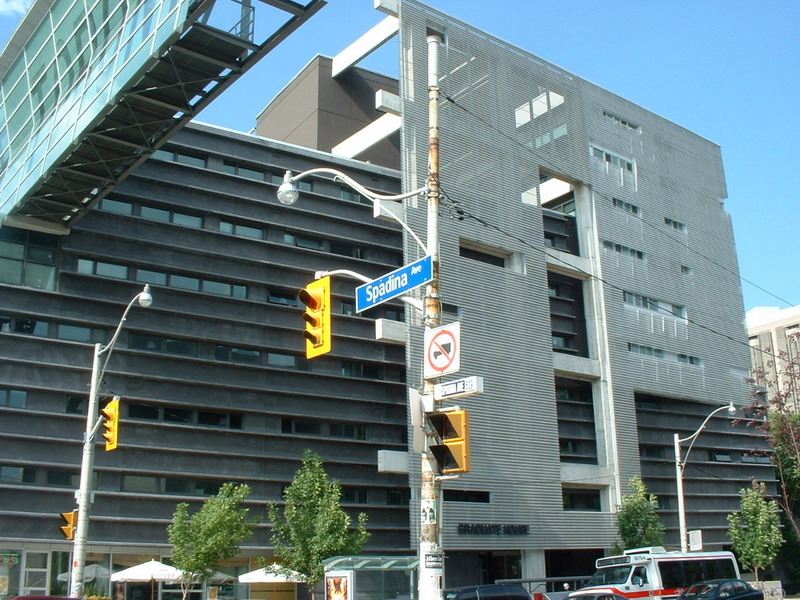
Trụ sở Sinh viên Cao học, Đại học Toronto

Thom Mayne (sinh 19 tháng 1 năm 1944 ở Waterbury, Connecticut, Hoa Kỳ) là một kiến trúc sư nổi tiếng thế giới. Ông theo học kiến trúc tại Đại học Nam California (USC) và Đại học Harvard. Ông là một trong số những người lập nên Học viện Kiến trúc Nam California (SCI-ARC) năm 1972. Từ đó đến nay, ông giảng dạy tại hai nơi: Học viện Kiến trúc Nam California (SCI-ARC) và Đại học Califorina tại Los Angeles (UCLA). Hãng kiến trúc Morphosis của ông có trụ sở đặt tại Santa Monica, California.
Ông nhận được giải thưởng Pritzker năm 2005.

## Sự nghiệp
Thom Mayne cùng với Michael Rotondi lập ra hãng thiết kế Morphosis năm 1972 với tham vọng phát triển một trường phái kiến trúc vượt ra khỏi giới hạn của hình khối truyền thống. Khởi đầu như một sự cộng tác đơn giản, họ theo đuổi các đồ án tạo hình không kiến trúc, hợp đồng đầu tiên một trường học ở Pasadena, (nơi mà con trai Mayne lúc đó đang theo học). Danh tiếng từ công trình này đã đem lại cho học một số hợp đồng nhà ở bao gồm khu ở Lawrence. Từ đó Morphosis phát triển trở thành một trong những hãng thiết kế có tiềm năng nhất ở Mỹ với các đồ án trên toàn thế giới. Các đồ án gần đây có Trụ sở Sinh viên Cao học tại Đại học Toronto, tòa nhà chính phủ ở San Francisco, trung tâm đón tiếp sinh viên tại Đại học Cincinnati, trung tâm khoa học tại Los Angeles, Trường trung học Diamond Ranch ở Pomona, California và tòa án Wayne L. Morse ở Eugene, Oregon. Năm 1991, Michaek Rotondi rời Morphosis, lập hãng kiến trúc RoTo Architects.

## Triết lý thiết kế
Quan điểm thiết kế của Morphosis bắt nguồn từ sự lưu tâm tới ý nghĩa của các đồ án mà có thể cảm nhận được bằng các hấp thụ nền văn hóa nơi mà đồ án được sản sinh và phục vụ. Điều đó trái ngược lại nhiều triết lý kiến trúc mà xác lập một ngữ nghĩa toàn thể, không bị ảnh hưởng bởi các tác động bên ngoài.
Tên của hãng Morphosis xuất phát từ chữ Metamorphosis (siêu biến hình) với ý nghĩa sự thay đổi trong hình thức hoặc sự chuyển đổi. Với Morphosis, điều đó phản ảnh một quá trình thiết kế ghi dấu bằng trực giác trong một xã hội phát triển không có nền tảng. Điển hình là sự biến đổi cảnh quan của thành phố Los Angeles. Phương pháp làm việc của Morphosis là đánh giá các sự đối lập, các mâu thuẫn và sự biến đổi và thấu hiểu mỗi đồ án như một thực thể động (dynamic entity).
Các công trình của Morphosis chứa đựng với sự đối nghịch lẫn nhau trong một hệ thống tổ chức đa tầng. Người ta tìm thấy trong đo một sự biểu cảm thống nhất trong khi đóng góp một mối quan hệ nội tại tổng thể. Về phương diện thị giác, kiến trúc của Morphosis mang hình dáng điêu khắc, thường xuất hiện mọc lên mạnh mẽ từ cảnh quan thiên nhiên. Trong những năm gần đây, dựa trên sự phát triển của các phương pháp Trợ giúp thiết kế bằng máy tính (CAD), các công trình được đơn giản hóa cấu trúc trong các tổ hợp hình dáng.

## Giải thưởng
- Giải thưởng Pritzker, 2005
- Giải thưởng thiết kế Chrysler, 2001
- Huy chương vàng Los Angeles, Hiệp hội Kiến trúc sư Mỹ AIA, 2000
- Cựu sinh viên nổi bật của năm, Đại học Nam California, 1995
- Giải thưởng kiến trúc Brunner, Viện Hàn lâm về Nghệ thuật và Văn chương Mỹ, 1992
- Thành viên nổi bật, Viện Hàn lâm Thiết kế Mỹ, 1992
- Thành viên hội đồng Eliel Saarinen, Đại học Yale, 1991
- Thành viên hội đồng Elliot Noyes, Đại học Harvard, 1988
- Giải thưởng hữu nghị Roma, Viện Hàn lâm Mỹ tại Roma, Ý, 1987

## Một số công trình

### Đang xây dựng
- Khu nhà học viện mới, Hiệp hội Cooper về Khoa học và Nghệ thuật, New York, New York, 2008
- Trung tâm tiếp đón sinh viên Đại học Cincinnati, Cincinnati, Ohio, 2006
- Tòa nhà quản lý khí quyển đại dương quốc gia, Trung tâm Điều hành Vệ tinh, Suitland, MD, 2007
- Tòa nhà chính phủ, San Francisco, California, 2006
- Tòa án Wayne L. Morse, Eugene, Oregon, 2006

### Đã xây dựng
- Trung tâm khoa học Los Angeles, California, 2004
- Trụ sở Caltrans, quận 7, Los Angeles, California, 2004
- Trung tâm Hypo Alpe-Adria, Klagenfurt, Áo, 2002
- Trường trung học Diamond Ranch, Pomona, California, 1999
- Tháp Mặt Trời, Seoul, Hàn Quốc, 1997
- Khu ở Blades, Santa Barbara, California, 1995
- Nhà làm việc khu chăm sóc sức khỏe Salick, Los Angeles, CA, 1991
- Khu ở Crawford, Montecito, CA, 1990
- Trung tâm Chẩn đoán Ung thư Cedar Sinai, Los Angeles, CA, 1988
- Khu ở đường số 6, Santa Monica, CA, 1988
- Kate Mantilini, Beverly Hills, CA, 1986